# دستور پنج استاد
دستور پنج استاد یکی از کتاب‌های کلاسیک در زمینه دستور زبان فارسی است که ابتدا در دههٔ ۱۳۲۰ شمسی منتشر شد و سپس ناشران مختلف آن را بازنشر کردند. نویسندگان کتاب عبارت‌اند از: محمدتقی بهار، جلال‌الدین همایی، بدیع‌الزمان فروزانفر، رشید یاسمی و عبدالعظیم قریب.